# Bip (messagerie)
Pour les articles homonymes, voir Bip.
BiP est une application de messagerie instantanée développée par Turkcell  pour iOS et Android pouvant être utilisée gratuitement. L'application est disponible depuis l'App Store, Google Play et Huawei AppGallery.

## Description
BiP, qui est l'une des applications de communication les plus populaires de Turquie et a été téléchargée plus de 3,3 millions de fois. L'application est entièrement développée en Turquie, et forme l’une des pierres angulaires de la stratégie de croissance de Turkcell. 
L'application peut être utilisée via une connexion Internet ou via le réseau mobile.

### Déploiement
L'application avait déjà été téléchargée dans 166 pays avant l'ajout des fonctionnalités d'appel vidéo et vocal. BIP a été lancé en Allemagne et dans le nord de Chypre en langue turque et Turkcell a également annoncé son intention de le lancer en Ukraine et en Biélorussie dans les langues locales et avec un contenu local.